# Atriplex socotrana
Atriplex socotrana là loài thực vật có hoa thuộc họ Dền. Loài này được Vierh. mô tả khoa học đầu tiên năm 1903.